# Арника сахалинская
Арника сахалинская (лат. Arnica sachalinensis) — многолетнее травянистое растение, вид рода Арника (Arnica) семейства Астровые.

## Распространение и экология
Ареал вида охватывает Дальний Восток России (Удская губа, Сахалин). Эндемик. Описан с острова Сахалин.
Произрастает в смешанных лесах, зарослях кустарников в гористых местностях, по берегам рек.
Внесена в Красную книгу Хабаровского края.

## Биологическое описание
Корневища длинные, разветвленные.
Стебель высотой до 100 см, толстоватый, ребристо-желобчатый, простой, только в самом верху ветвистый, голый, лишь под самими корзинками с разнодлинными, четкообразно-стянутыми волосками, переходящими наверху в щетинку.
Листья многочисленные, в числе 12—20 пар, длиной 5—15 см, шириной 1,2—4 см, в самом низу стебля расставленные, в верхней половине сильно сближенные, продолговатые или продолговато-овальные, сидячие, книзу суженные и срастающиеся с противоположным листом в короткое влагалище, к верхушке заострённые или острые, по краю отставленно-остропильчатые, жестковатые, почти кожистые, с явно выступающими сетчато-дугонервными жилками, с обеих сторон голые, очень редко верхние с едва заметными и сильно рассеянными короткими волосками, при сушке обычно чернеющие. Розетка не развивается; нижние стеблевые листья при цветении увядающие.
Корзинки диаметром 20—35 мм, одиночные, на конце стебля и ветвей, в щитковидном соцветии. Обёртка высотой 14—20 мм, из 8—15 овальных или ланцетовидных листоподобных листочков шириной 4—8 мм, с явными продольными жилками. Язычковые цветки светло-жёлтые, длиной 20—35 мм, в количестве 10—18, с трёхзубчатым язычком шириной 4,5—9 мм, на сравнительно коротко стянутой ножке; тычиночная трубка чёрно-фиолетовая (в засушенном виде). Трубчатые цветки многочисленные, длиной 7,5—12 мм, постепенно стянутые в такую же волосистую ножку, более короткую, чем раструб.
Летучка соломенно-жёлтая, превышает трубчатые цветки и ножки язычковых цветков, коротко-бородчатая. Семянка линейно-цилиндрическая, длиной 6,5—9 мм, бороздчато-вальковатая, с рассеянными, длинными, косо вверх направленными волосками, часто лысеющая.
Цветёт в июле — августе. Плодоносит в августе — сентябре.

## Таксономия
Вид Арника сахалинская входит в род Арника (Arnica) трибы Madieae подсемейства Астровые (Asteroideae) семейства Астровые (Asteraceae) порядка Астроцветные (Asterales).
|  |                                      |  |                                                             |                                                             |                    |  | ещё 12 семейств (согласно Системе APG II) | ещё 12 семейств (согласно Системе APG II)    |                                              |  |  |  | ещё 20 триб (согласно Системе APG II) | ещё 20 триб (согласно Системе APG II) |  |  |  |  | ещё около 30 видов | ещё около 30 видов |
|  |                                      |  |                                                             |                                                             |                    |  | ещё 12 семейств (согласно Системе APG II) | ещё 12 семейств (согласно Системе APG II)    |                                              |  |  |  | ещё 20 триб (согласно Системе APG II) | ещё 20 триб (согласно Системе APG II) |  |  |  |  | ещё около 30 видов | ещё около 30 видов |
|  |                                      |  |                                                             | порядок Астроцветные                                        |                    |  |                                           |                                              | подсемейство Астровые                        |  |  |  |                                       | род Арника                            |  |  |  |  |                    |                    |
|  |                                      |  |                                                             | порядок Астроцветные                                        |                    |  |                                           |                                              | подсемейство Астровые                        |  |  |  |                                       | род Арника                            |  |  |  |  |                    |                    |
|  | отдел Цветковые, или Покрытосеменные |  |                                                             |                                                             | семейство Астровые |  |                                           |                                              | триба Madieae                                |  |  |  | вид Арника сахалинская                |                                       |  |  |  |  |                    |                    |
|  | отдел Цветковые, или Покрытосеменные |  |                                                             |                                                             |                    |  |                                           |                                              |                                              |  |  |  |                                       |                                       |  |  |  |  |                    |                    |
|  |                                      |  | ещё 44 порядка цветковых растений (согласно Системе APG II) | ещё 44 порядка цветковых растений (согласно Системе APG II) |                    |  |                                           | ещё 11 подсемейств (согласно Системе APG II) | ещё 11 подсемейств (согласно Системе APG II) |  |  |  | еще 35 родов                          | еще 35 родов                          |  |  |  |  |                    |                    |
|  |                                      |  |                                                             | ещё 44 порядка цветковых растений (согласно Системе APG II) |                    |  |                                           |                                              | ещё 11 подсемейств (согласно Системе APG II) |  |  |  |                                       | еще 35 родов                          |  |  |  |  |                    |                    |